# Observer (игра)
Observer (стилизованное >observer_) — компьютерная игра в жанре психологического хоррора, разработанная Bloober Team и изданная Aspyr 15 августа 2017 года для Windows, macOS, Linux, PlayStation 4 и Xbox One.
В апреле 2020 года был анонсирован ремейк игры под названием Observer System Redux для игровых приставок нового поколения PlayStation 5 и Xbox Series X.

## Игровой процесс
Observer — психологический хоррор от первого лица с элементами киберпанка и детективного расследования. Игрок берёт на себя роль детектива Даниэля Лазарски, сотрудника специального подразделения полиции под названием «Наблюдатели» (англ. Observers), обладающего способностью взламывать сознание подозреваемых с помощью устройства, известного как Dream Eater («Пожиратель снов»).
Игровой процесс сосредоточен на исследовании окружения, взаимодействии с объектами и персонажами, а также на решении головоломок. События происходят в многоквартирном доме в Кракове, погруженном в карантин, где игроку предстоит расследовать таинственные убийства, погружаясь в цифровые воспоминания жертв.
В распоряжении игрока имеются два режима «визуального восприятия»:
- Био-сканер (Bio Vision): позволяет анализировать органические материалы, такие как следы крови, ткани и биологические имплантаты.
- Техно-сканер (EM Vision): используется для обнаружения электронных устройств, имплантов и технических улик[3].

Отличительной чертой игрового процесса являются нейродопросы: при подключении к памяти жертвы или подозреваемого игрок попадает в искаженный, сюрреалистичный мир воспоминаний, где логика сна сочетается с визуальными глитчами, артефактами компрессии и резкими переходами в пространстве. Эти сегменты наполнены абстрактными образами и психологическими триггерами, отражающими травмы и страхи «взламываемого» сознания.
Прогресс в игре достигается через диалоги с жильцами дома, анализ улик и постепенное раскрытие информации о корпорации «Хирон» и мотивах основных персонажей. Игрок может исследовать квартиры, прослушивать разговоры, использовать видеотерминалы и находить скрытые файлы. Ряд решений влияет на финал, включая судьбу главного героя.

## Сюжет

### Сеттинг
В середине XXI века мир был поражён эпидемией нанофага — «цифровой чумой», в результате которой тысячи людей погибли, а оставшиеся в живых развязали кровопролитную войну. Победителем из неё вышла мегакорпорация «Хирон», провозгласившая Пятую Польскую Республику и установившая над ней тотальный контроль. Множество людей после войны стали зависимы от наркотиков и виртуальной реальности — их высылали в гетто, где люди живут в нищете в ужасных условиях. Было организовано полицейское подразделение Наблюдателей (англ. Observers), способных вести нейродопросы через подключение к экзокортексу людей.

### Процесс
Действие игры происходит в Кракове в 2084 году. Детективу-Наблюдателю Даниэлю Лазарски звонит его сын Адам, которого отец считал пропавшим без вести. Отследив, откуда был совершён звонок, Даниэль обнаруживает, что Адам звонил из многоквартирного дома в гетто класса C. В квартире Адама он обнаружил обезглавленное тело. Сканирование оставшегося целым имплантата ComPass показывает, что убитому звонил некто «Х. Н.» В этот момент весь дом закрывается на карантин, все выходы заблокированы. Ознакомившись с реестром жильцов, он понимает, что инициалы принадлежат Хелен Новак из квартиры 104. В этой квартире Даниэль обнаружил умирающего от тяжёлых травм мужчину по имени Амир и взломал его мозг для нахождения улик. В воспоминаниях фигурирует тату-салон, расположенный во внутреннем дворе дома.
В пустующем салоне Даниэль аналогично находит мёртвую Хелен. Взломав её мозг, он узнаёт, что Хелен работала на Адама, доставляя ему конфиденциальную информацию из «Хирона». Он идёт на поиски Джека Карнаса — владельца тату-салона, проживающего в квартире 210. Джек тоже мёртв, и по следу крови убийцы, найденной на месте преступления, Даниэль забирается на чердак, где попадает в засаду маньяка, но оба они падают вниз. Даниэль теряет сознание. Придя в себя, он обнаруживает, что убийца тоже мёртв — тот упал в провода высокого напряжения — и взламывает его мозг. Узнав путь к логову убийцы, он идёт туда и находит голову Адама. Обезумевший от ужаса Даниэль принимает входящий вызов от кого-то, кто называет себя Адамом и просит не взламывать мозг сына. Адам призывает отца прийти в место под названием «Святилище» — заброшенный салон виртуальной реальности.
Войдя в одну из VR-капсул, Даниэль встречает сына в виртуальной реальности и узнаёт, что Адам оцифровал своё сознание, чтобы защитить себя от преследований «Хирона». Однако корпорация запустила в дом штамм нанофага, чтобы уничтожить Адама — это и вызвало блокировку на карантин. Адам просит отца вручную отключить источник сигнала, что вызвал блокировку, чтобы карантин был отменён и Адам мог уйти из локальной сети дома. Даниэль выполняет просьбу сына, и тот снова связывается с ним. Адам признаётся, что на самом деле копировал своё сознание и «настоящий» Адам хотел избавиться от копии, запустив вирус. За это «новый» Адам убил его руками маньяка. Адам просит отца предоставить ему убежище в своём сознании, так как разум Наблюдателей защищён от нападок извне, что защитило бы Адама от преследования «Хирона». Если Даниэль отказывается, Адам делает это насильно, заточая отца в теле робота-уборщика. Даниэль совершает то же самое с консьержем, который подключился к роботу, чтобы починить его, и убивает Адама в своём обличии, погибая сам от пуль прибывшей полиции.

## Разработка и выпуск
Разработка велась на базе игрового движка Unreal Engine 4. Начало было положено с возникновения концепта антиутопического общества, содержащего многочисленные отсылки к восточно-европейской культуре и архитектуре 80-х и 90-х годов XX века. Постоянно меняющийся дизайн уровней в хакерских эпизодах использует эффекты артефакта сжатия. Создателем саундтрека выступил композитор Аркадиуш Рейковски В июле 2017 года было объявлено об участии в проекте Рутгера Хауэра, исполнившего главную роль.
Observer была представлена в июне 2016 года на Electronic Entertainment Expo 2016. Выпуск состоялся 15 августа 2017 года на игровых платформах Windows, PlayStation 4 и Xbox One.

## Отзывы и критика
| Сводный рейтинг       | Сводный рейтинг                            |
| Агрегатор             | Оценка                                     |
| --------------------- | ------------------------------------------ |
| GameRankings          | - 82,74 % (PC) - 73,06 % (PS4)             |
| Metacritic            | 79/100 (PC) 77/100 (PS4) 86/100 (XBox One) |
| Иноязычные издания    |                                            |
| Издание               | Оценка                                     |
| Destructoid           | 9/10                                       |
| Game Informer         | 9/10                                       |
| GameSpot              | 9/10                                       |
| PC Gamer (US)         | 45/100                                     |
| Русскоязычные издания |                                            |
| Издание               | Оценка                                     |
| PlayGround.ru         | 8/10                                       |
| Riot Pixels           | 73 %                                       |
| «Игры Mail.ru»        | 7,5/10                                     |

Игра получила в основном положительные отклики. Рейтинг Metacritic для ПК составил 79, для PS4 — 77, Xbox — 86 баллов из 100 возможных.